# 556-я пехотная дивизия (вермахт)
556-я пехотная дивизия (нем. 556. Infanterie-Division) — тактическое соединение сухопутных войск вооружённых сил нацистской Германии периода Второй мировой войны.

## История
556-я пехотная дивизия была сформирована 12 февраля 1940 года в 12-м военном округе во время 9-й волны мобилизации Вермахта. 556-я дивизия формировалась как стационарная, без техники и тыловых частей, располагая только тремя пехотными полками, артиллерийским полком и ротой связи. Части дивизии были вооружены трофейным польским оружием.
В мае 1940 года дивизия вошла в состав 33-го армейского корпуса 7-й армии, которой было поручено защищать западную границу Германии с Францией. Дивизия заняла позиции на линии Зигфрида в Саарпфальце.
С июня 1940 года дивизия выполняла оккупационные функции в Эльзасе. 556-я пехотная дивизия была расформирована 13 августа 1940 года. Семь пехотных батальонов дивизии были переформированы в стрелковые батальоны Ландшутца для охраны военнопленных.

## Местонахождение
- с февраля по май 1940 (Германия)
- с мая по август 1940 (Франция)

## Подчинение
- 33-й армейский корпус 7-й армии группы армий «С» (май — август 1940)

## Командиры
- генерал-лейтенант Курт фон Берг (12 февраля — 13 августа 1940)

## Состав
- 628-й пехотный полк (Infanterie-Regiment 628)
- 629-й пехотный полк (Infanterie-Regiment 629)
- 630-й пехотный полк (Infanterie-Regiment 630)
- 556-й артиллерийский полк (Artillerie-Regiment 556)
- 556-я рота связи (Nachrichten-Kompanie 556)